# 시노하라 히로히토
시노하라 히로히토(일본어: 篠原 宏仁, 1993년 11월 30일~)는 일본의 축구 선수이다.

## 구단 경력
그는 2016년 J2리그의 레노파 야마구치 FC에 입단했다. 2017년 J3리그의 후지에다 MYFC로 이적했다. 2018년 일본 풋볼 리그의 베르스파 오이타로 이적했다. 2023년까지 137경기에 출전하여, 2득점을 넣었다.